# Bressana Bottarone
Bressana Bottarone là một đô thị ở tỉnh Pavia trong vùng Lombardia của Ý, có cự ly khoảng 45 km về phía nam của Milano và khoảng 11 km về phía nam của Pavia. Tại thời điểm ngày 31 tháng 12 năm 2004, đô thị này có dân số 3.351 người và diện tích là 13,1 km².
Bressana Bottarone giáp các đô thị sau: Bastida Pancarana, Casatisma, Castelletto di Branduzzo, Cava Manara, Pinarolo Po, Rea, Robecco Pavese, Verrua Po.